# Ріттергуде
Ріттергуде (нім. Ritterhude) — сільська громада в Німеччині, розташована в землі Нижня Саксонія. Входить до складу району Остергольц.
Площа — 32,86 км2. Населення становить 14 800 ос. (станом на 31 грудня 2021).